# C.A.J. Salman
Cornelis Antonius Jozef Salman (Haarlem, 22 maart 1930 – Wognum, 11 juli 1984) was een Nederlands politicus van de KVP en later het CDA.
Hij is wethouder in Hoorn geweest en was daarna naast zijn werk als leraar bij een Hoorns scholengemeenschap nog gemeenteraadslid voor hij in juli 1976 benoemd werd tot burgemeester van Wognum. Omdat er in Wognum aanvankelijk geen woning beschikbaar was bleef hij met zijn gezin nog wat langer in Hoorn wonen waar hij tijdens de eerste maanden van zijn burgemeesterschap van Wognum aanbleef als gemeenteraadslid. Na de gemeentelijke herindeling op 1 januari 1979 waarbij Nibbixwoud fuseerde met Wognum tot de nieuwe gemeente Wognum werd hij burgemeester van die fusiegemeente. Tijdens zijn burgemeesterschap overleed hij midden 1984 op 54-jarige leeftijd.